# Чина бульбиста
Чи́на бульби́ста або горо́шок бульби́стий (Lathyrus tuberosus L.) — багаторічна рослина родини бобових, також відома під народними назвами жола підзе́мна, ласковиця, орі́шки земляні́, чечеви́чка, чи́на розова.

## Опис

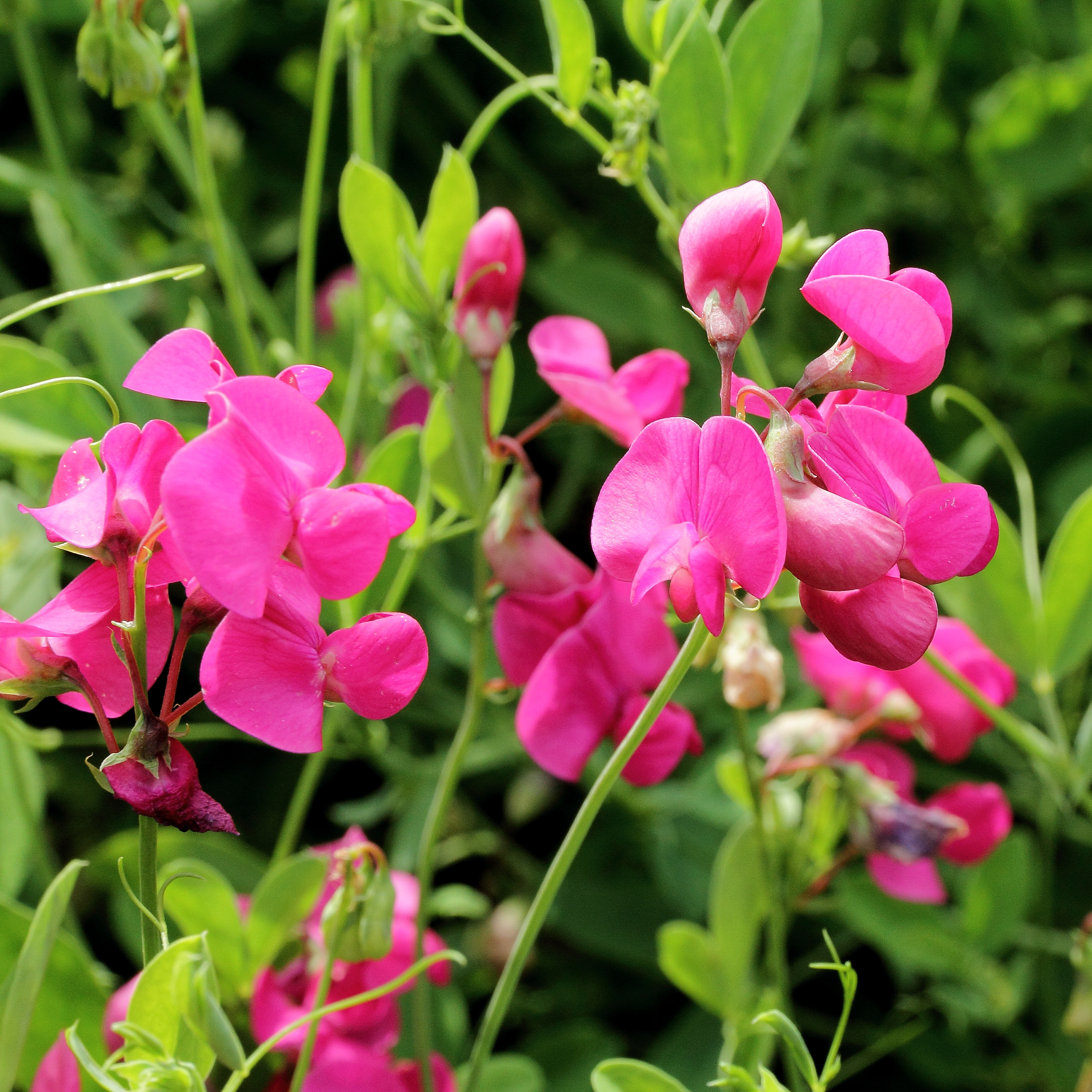
Загальний вигляд суцвіть

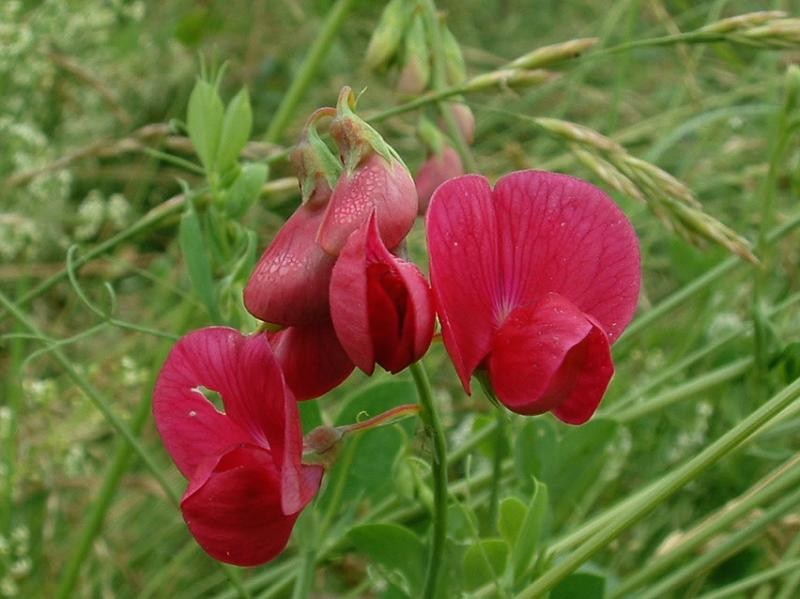
Квіти великим планом

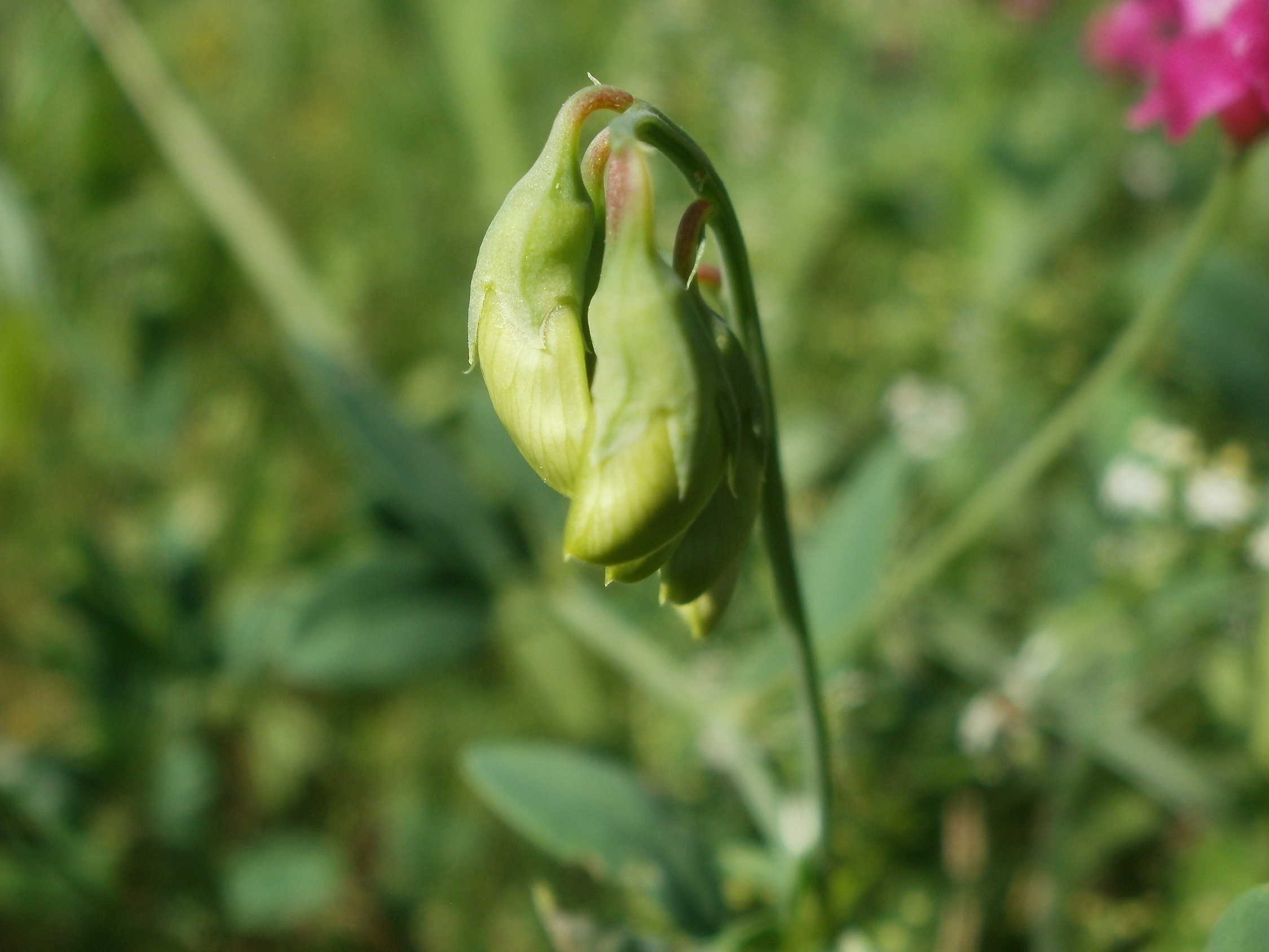
Боби

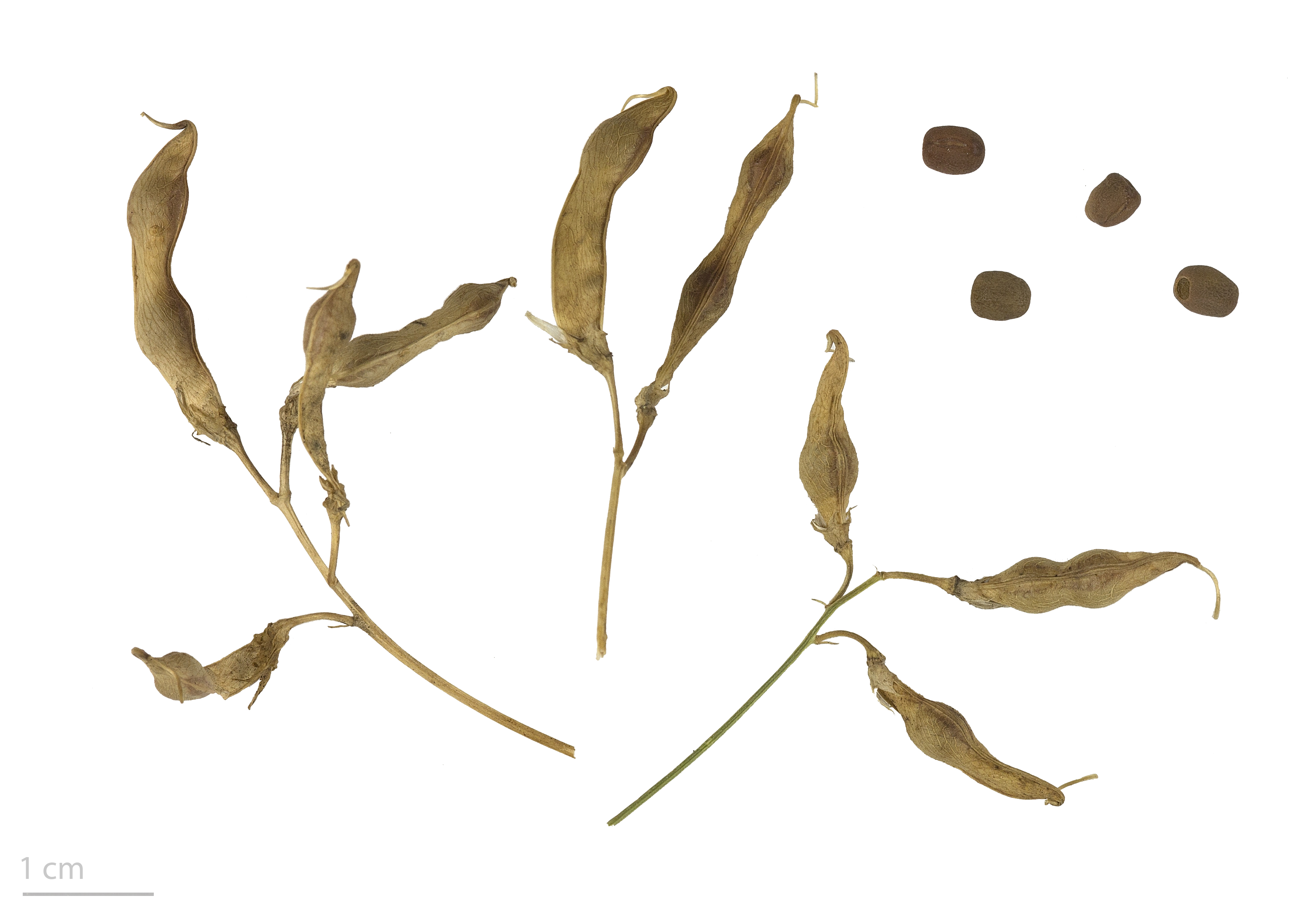
Lathyrus tuberosus - Тулузький музей

Трав'яниста рослина. Кореневище розгалужене, тонке, з бульбоподібним потовщеним, веретеноподібним або майже кулястим корінням. Стебла повзучі, злегка опушені, тоненькі, 25-100 см завдовжки, від основи гіллясті, висхідні або розпростерті, гостро-гранисті, некрилаті, з листовими вусиками. Прилистки напівстрілкоподібні, 5 — 20 мм завдовжки. Листки з гранчастим, некрилатим черешком 8-4 мм завдовжки; вісь листка закінчується вусиком (у верхніх листків зазвичай гіллястим), листочки 1-парні, довгасто-овальні або довгасто-оберненоовальні, тупуваті, з гострим кінцем, 2,0 — 4,5 см завдовжки, 0,7 — 1,3 см завширшки. Нижні 2 листи лускоподібні, перші розвинені листя двійчаті, з шилоподібними або напівстрілкоподібними прилистниками.
Квітконоси іноді дещо зігнуті, довші за лист; кисті негусті, з 3 — 7 квітками з яскраво-червоним віночком завдовжки 13 — 17 мм; приквітки ланцетово-шилоподібні; квітконоси майже однакової довжини з чашечкою або довші; квітки 1,5 — 2 см завдовжки, пурпурно-червоні, із запахом, чашечка широко-колокольчата, зубці чашечки коротші або дорівнюють трубці. Прапор блідо-карміновий. Квітки сильно пахнуть. Боби донизу відігнуті, довгасто-лінійні, майже циліндричні, голі, злегка роздуті, 2,8 — 4 см завдовжки, 4 — 7 мм завширшки, жовтувато-бурі. Насіння числом 4 — 6, 3 — 4 мм в діаметрі, кулясте, стиснуте з боків, темно-буре, майже гладке, рубчик лінійний, охоплює 1/10 частина насіння; маса 1000 насінин близько 12 г.

## Хімічний склад
В зеленій масі міститься до 25 % протеїну і до 4,5 % жиру, в бульбових утовщеннях — 18 % протеїну, 0,7 % жиру, 50 % крохмалю, 7,5 % сахарози, 10,2 % глюкози, 9,3 % клітковини. Рослина містить сапоніни.

## Поширення
- Азія:
  - Західна Азія: Іран, Ірак, Туреччина, Кавказ: Вірменія, Азербайджан, Грузія, Росія — Передкавказзя, Дагестан;
  - Сибір: Алтай, Східний Сибір, Західний Сибір;
  - Середня Азія: Казахстан, Киргизстан, Таджикистан, Туркменістан, Узбекистан;
  - Далекий Схід Росії: Примор'я, Китай: Ганьсу, Нінся, Сіньцзян;
- Європа:
  - Середня Європа: Австрія, Бельгія, Чехословаччина, Німеччина, Угорщина, Нідерланди, Польща, Швейцарія;
  - Східна Європа: Білорусь, Естонія, Латвія, Литва, Молдова, Росія — європейська частина, Україна, включно із Кримом;
  - Південно-Східна Європа: Албанія, Болгарія, колишня Югославія, Греція, Італія, Румунія;
  - Південно-Західна Європа: Франція, Іспанія
- Північна Америка: США
- Тихий океан: Нова Зеландія

## Екологія
Росте в степу, а також на полях, пасовищах (як бур'ян, іноді злісний). Північніше кордону чорноземів зустрічається рідко. У горах до 1 800 м. Компонент природних фітоценозів на луках і серед чагарників, а також на перелогах, рідше в посівах. Віддає перевагу пухкому аерованому ґрунту.
Квітне у червні — серпні. Цвіте — з другого, а іноді й третього року життя в червні — серпні. Плодоносить в липні — серпні. Насіння проростає з глибини не більше 20 см. Свіжестигле насіння не проростає. Сходи з насіння і пагони з бруньок на бульбах з'являються у квітні — травні.

## Застосування
На пасовищах до цвітіння добре поїдається всіма видами сільськогосподарських тварин. Коріння можна згодовувати свиням.
На Кавказі відварені в соленій воді корені вживають в їжу. В народній медицині застосовували як в'яжучий засіб. Рослина з ароматними квітками годиться для декоративних цілей. Добрий медонос. Іноді застосовували як добриво.
У посівах зернових — злісний бур'ян, особливо після оранки твердих покладів і степів. Викликає вилягання рослин. Заходи боротьби: пожнивне лущення і глибока оранка.